# Trofeul Maramureș (handbal feminin) - Ediția a 14-a
Trofeul Maramureș la handbal feminin 2013 a fost a 14-a ediție a competiției de handbal feminin organizată de clubul HCM Baia Mare cu începere din anul 2000. Ediția din 2013 s-a desfășurat între 2-3 august 2013, în Sala Sporturilor „Lascăr Pană” din Baia Mare. Câștigătoarea competiției a fost echipa HCM Baia Mare, care a rămas deținătoarea trofeului. A fost al cincelea trofeu de acest fel obținut de formația băimăreană.

## Echipe participante
La ediția din 2013 a Trofeului Maramureș au participat HCM Baia Mare și alte cinci echipe invitate de clubul băimărean.
Echipele participante la ediția a 14-a a Trofeului Maramureș au fost:
- DVSC Fórum Debrecen
- HC Zalău
- HCM Baia Mare
- Iuventa Michalovce
- SCM Craiova
- Universitatea Jolidon Cluj

### DVSC Fórum Debrecen
Echipa antrenată de Imre Bíró s-a prezentat cu următorul lot: Nóra Lajtos, Veronika Makai – Petra Slakta, Anett Sopronyi, Kitti Kudor, Szilvia Ábrahám, Éva Barna, Ágnes Szilágyi, Nóra Varsányi, Orsolya Karalyos, Nóra Valovics, Cynthiá Simsik, Pálma Siska, Szabina Karnik, Mercédesz Bohus-Karnik.

### HC Zalău
Echipa antrenată de Gheorghe Tadici s-a prezentat cu următorul lot: Adina Mureșan, Ana Maria Inculeț - Andrada Pop, Carmina Bădiță, Loredana Pera, Florina Ciobanu, Valentina Bardac, Georgiana Ciuciulete, Crina Pintea, Ana Maria Șomoi, Roxana Varga, Eliza Cicic, Florina Țurcaș, Andrada Trif.

### HCM Baia Mare
Echipa antrenată de Costică Buceschi s-a prezentat cu următorul lot: Mihaela Smedescu, Paula Ungureanu, Claudia Cetățeanu - Jenica Rudics, Andrada Maior Pașca, Gabriella Szűcs, Eliza Buceschi, Diana Puiu, Laura Oltean, Oana Bondar, Timea Tătar, Cynthia Tomescu, Adriana Nechita, Aneta Pîrvuț, Mădălina Chirilă.

### Iuventa Michalovce
Echipa antrenată de Ján Packa s-a prezentat cu următorul lot: Viktória Petrócziová, Adriana Medveďová - Radoslava Vargová, Zuzana Piskayová, Patrícia Wollingerová, Iva Rečevičová, Mária Holešová, Dominika Horňáková, Tanja Kiridžičová, Jelena Markovičová, Marianna Rebičová, Terézia Szöllösiová, Tatiana Trehubova, Michaela Kovaličková.

### SCM Craiova
Echipa antrenată de Carmen Amariei s-a prezentat cu următorul lot: Mirela Nichita, Ionica Munteanu - Nicoleta Dincă, Cristina Florică, Alexandra Gogoriță, Andreea Pătuleanu, Ana Maria Apipie, Ionela Goran, Alexandra Hașegan, Anca Amariei, Andreea Ianași, Cătălina Cioaric, Carmen Ilie.

### Universitatea Jolidon Cluj
Echipa antrenată de Horațiu Pașca s-a prezentat cu următorul lot: Ana Măzăreanu, Cristina Enache - Ștefania Florea, Abigail Vălean, Mihaela Tivadar, Alexandra Lup, Andreea Tetean, Mihaela Senocico-Ani, Simona Vintilă, Irina Ivan, Florina Chintoan, Roxana Cîrjan, Raluca Mihai și Cristina Boian.

## Distribuție
Echipele participante au fost împărțite în două grupe de câte trei echipe. Distribuția echipelor s-a făcut după cum urmează:
| Grupa 1                                       | Grupa a 2-a                                              |
| --------------------------------------------- | -------------------------------------------------------- |
| - HC Zalău - Iuventa Michalovce - SCM Craiova | - DVSC Fórum Debrecen - HCM Baia Mare - „U” Jolidon Cluj |

## Partide
Partidele din cele două grupe s-au jucat pe data de 2 august, în timp ce finala, meciurile pentru locurile 3-4 și cele pentru locurile 5-6 s-au jucat pe data de 3 august. Meciurile au fost parțial transmise de televiziunea DigiSport.

## Faza grupelor
Meciurile din faza grupelor s-au desfășurat pe data de 2 august 2013.
|  | Echipele calificate în finală                 |
|  | Echipele care au concurat pentru locurile 3-4 |
|  | Echipele care au concurat pentru locurile 5-6 |

Programul de desfășurare de mai jos respectă ora locală a României.

### Grupa A
| Echipa              | M | V | E | Î | GM | GP | G   | Pct |
| ------------------- | - | - | - | - | -- | -- | --- | --- |
| HCM Baia Mare       | 2 | 2 | 0 | 0 | 60 | 48 | +12 | 4   |
| DVSC Fórum Debrecen | 2 | 1 | 0 | 1 | 51 | 51 | 0   | 2   |
| „U” Jolidon Cluj    | 2 | 0 | 0 | 2 | 51 | 63 | −12 | 0   |

| 2 august 2013 11:00 | HCM Baia Mare | 33 - 27 | „U” Jolidon Cluj | Sala Sporturilor Lascăr Pană, Baia Mare Arbitri: Fânață, Hendrea |
| 2 august 2013 11:00 | Nechita 6     | (14-10) |                  | Sala Sporturilor Lascăr Pană, Baia Mare Arbitri: Fânață, Hendrea |
| 2 august 2013 11:00 |               |         |                  | Sala Sporturilor Lascăr Pană, Baia Mare Arbitri: Fânață, Hendrea |

| 2 august 2013 16:00 | „U” Jolidon Cluj | 24 - 30 | DVSC Fórum Debrecen | Sala Sporturilor Lascăr Pană, Baia Mare |
| 2 august 2013 16:00 |                  | (12-16) | Sopronyi 9          | Sala Sporturilor Lascăr Pană, Baia Mare |
| 2 august 2013 16:00 |                  |         |                     | Sala Sporturilor Lascăr Pană, Baia Mare |

| 2 august 2013 20:00 | HCM Baia Mare | 27 - 21 | DVSC Fórum Debrecen | Sala Sporturilor Lascăr Pană, Baia Mare Asistență: 1.500 Arbitri: Fânață, Hendrea |
| 2 august 2013 20:00 | Pîrvuț 5      | (15-8)  | Ábrahám, Siska 4    | Sala Sporturilor Lascăr Pană, Baia Mare Asistență: 1.500 Arbitri: Fânață, Hendrea |
| 2 august 2013 20:00 |               |         |                     | Sala Sporturilor Lascăr Pană, Baia Mare Asistență: 1.500 Arbitri: Fânață, Hendrea |

### Grupa B
| Echipa             | M | V | E | Î | GM | GP | G   | Pct |
| ------------------ | - | - | - | - | -- | -- | --- | --- |
| HC Zalău           | 2 | 2 | 0 | 0 | 70 | 55 | +15 | 4   |
| Iuventa Michalovce | 2 | 1 | 0 | 1 | 59 | 57 | +2  | 2   |
| SCM Craiova        | 2 | 0 | 0 | 2 | 48 | 65 | −17 | 0   |

| 2 august 2013 09:00 | SCM Craiova | 22 - 30 | Iuventa Michalovce | Sala Sporturilor Lascăr Pană, Baia Mare Asistență: 150 |
| 2 august 2013 09:00 |             | (12-16) | Kiridžičová 7      | Sala Sporturilor Lascăr Pană, Baia Mare Asistență: 150 |
| 2 august 2013 09:00 | 4×          |         | 1×                 | Sala Sporturilor Lascăr Pană, Baia Mare Asistență: 150 |

| 2 august 2013 13:00 | HC Zalău | 35 - 26 | SCM Craiova | Sala Sporturilor Lascăr Pană, Baia Mare |
| 2 august 2013 13:00 | (17-12)  |         |             | Sala Sporturilor Lascăr Pană, Baia Mare |
| 2 august 2013 13:00 |          |         |             | Sala Sporturilor Lascăr Pană, Baia Mare |

| 2 august 2013 18:00 | HC Zalău | 35 - 29 | Iuventa Michalovce | Sala Sporturilor Lascăr Pană, Baia Mare Asistență: 150 Arbitri: Babău, Marta |
| 2 august 2013 18:00 |          | (17-16) | Kiridžičová 7      | Sala Sporturilor Lascăr Pană, Baia Mare Asistență: 150 Arbitri: Babău, Marta |
| 2 august 2013 18:00 |          |         |                    | Sala Sporturilor Lascăr Pană, Baia Mare Asistență: 150 Arbitri: Babău, Marta |

## Fazele eliminatorii

### Rezumat
La ediția a 14-a a Trofeului Maramureș nu s-au desfășurat semifinale. Echipele care au terminat pe primul loc cele două grupe au mers direct în finală, echipele care au terminat grupele pe locul al doilea s-au înfruntat apoi pentru locurile 3-4 ale Trofeului, iar echipele care au terminat grupele pe ultimul loc s-au înfruntat apoi pentru locurile 5-6 ale Trofeului.
Meciurile din faza finală a turneului s-au desfășurat pe data de 3 august 2013.

### Locurile 5-6
| 3 august 2013 11:00 | „U” Jolidon Cluj     | 28 - 34 | SCM Craiova | Sala Sporturilor Lascăr Pană, Baia Mare |
| 3 august 2013 11:00 | Chintoan, Senocico 6 | (16-17) | Dincă 9     | Sala Sporturilor Lascăr Pană, Baia Mare |
| 3 august 2013 11:00 |                      |         |             | Sala Sporturilor Lascăr Pană, Baia Mare |

### Locurile 3-4
| 3 august 2013 13:00 | DVSC Fórum Debrecen | 41 - 40 (35 - 35) | Iuventa Michalovce | Sala Sporturilor Lascăr Pană, Baia Mare Asistență: 150 Arbitri: Babău, Marta |
| 3 august 2013 13:00 | Sopronyi 13         | (19-17)           | Trehubova 12       | Sala Sporturilor Lascăr Pană, Baia Mare Asistență: 150 Arbitri: Babău, Marta |
| 3 august 2013 13:00 | 6×                  |                   | 3×                 | Sala Sporturilor Lascăr Pană, Baia Mare Asistență: 150 Arbitri: Babău, Marta |

### Finala
| 3 august 2013 15:00 | HCM Baia Mare | 24 - 22 | HC Zalău | Sala Sporturilor Lascăr Pană, Baia Mare Asistență: 1.700 Arbitri: Fânață, Hendrea |
| 3 august 2013 15:00 | Szücs 5       | (15-13) | Pera 6   | Sala Sporturilor Lascăr Pană, Baia Mare Asistență: 1.700 Arbitri: Fânață, Hendrea |
| 3 august 2013 15:00 | 3×            |         | 2×       | Sala Sporturilor Lascăr Pană, Baia Mare Asistență: 1.700 Arbitri: Fânață, Hendrea |

## Clasament și statistici

### Clasamentul final
|   | HCM Baia Mare       |
| 2 | HC Zalău            |
| 3 | DVSC Fórum Debrecen |
| 4 | Iuventa Michalovce  |
| 5 | SCM Craiova         |
| 6 | „U” Jolidon Cluj    |

### Premii
- Cea mai bună jucătoare:  Gabriella Szücs (HUN/ROU)
- Cea mai bună marcatoare:  Anett Sopronyi (HUN) (25 de goluri)
- Cel mai bun portar:  Paula Ungureanu (ROU)
- Trofeul Fair-Play:  Iuventa Michalovce
- Miss Trofeul Maramureș:  Tatiana Trehubova (UKR) (Iuventa Michalovce)

Sursa: pagina oficială a clubului HCM Baia Mare